# Oliver Nix
Oliver Nix (* 1965 oder 1966 in der DDR) ist ein deutscher Journalist und ehemaliger Fernsehmoderator.

## Leben
Oliver Nix wuchs in der DDR auf, absolvierte eine Berufsausbildung und wurde ab Mitte der 80er Jahre an der Offiziershochschule der Landstreitkräfte "Ernst Thälmann" in Löbau als Offizier auf Zeit zum Kommandeur von Panzereinheiten ausgebildet. Seine restliche Dienstzeit diente er als Zugführer eines Panzerzuges im Panzerregiment-1 in Beelitz. Nach seiner Dienstzeit bei der Nationalen Volksarmee studierte er Anfang der 90er Jahre später Journalismus an der Sektion Journalistik an der Karl-Marx-Universität Leipzig.
Ab Mitte der 1990er-Jahre war Oliver Nix als Moderator für verschiedene Sendungen beim Mitteldeutschen Rundfunk (MDR) tätig. Er moderierte dort unter anderem die Sendungen MDR Sachsenspiegel und Einfach genial. In der Serie Mama ist unmöglich hatte er in einer Folge einen Auftritt als Fernsehmoderator. Einem breiten Publikum bekannt wurde Oliver Nix vor allem durch seine Moderation des Regionalmagazins MDR um 4 (damals noch Hier ab Vier), wo er von 1998 bis 2001 zum Moderationsteam gehörte. Nix entwickelte sich schnell zum Publikumsliebling. Besonders hervorzuheben war sein Kleidungsstil, denn er trug jede Sendung ein anderes buntkariertes Hemd mitsamt Hosenträgern.
Im August 2001 wurde Nix vom Sender entlassen, nachdem sich bei einer Sender-internen Überprüfung herausstellte, dass er von 1985 bis 1989 unter dem Decknamen Raoul als Inoffizieller Mitarbeiter (IM) für das Ministerium für Staatssicherheit (MfS) tätig war. Dieser Umstand führte beim MDR im Sommer 2001 zu einer ganzen Reihe von Entlassungen, davon waren auch die Moderatoren Frank Liehr, Ingo Dubinski, Horst Mempel und Hendrik Petzold betroffen.
Oliver Nix war später als Lehrbeauftragter an einer Journalistenschule sowie auch als Programmdirektor beim Regionalsender Freiburg TV tätig.
Er lebt in Freiburg im Breisgau.

## Filmografie
- 1997: Mama ist unmöglich (Fernsehserie, 1 Folge)